# Dunechka
Dunechka (tiếng Nga: Дунечка) là một bộ phim tâm lý xã hội của đạo diễn Aleksandr Yefremov, ra mắt lần đầu năm 2004.
Truyện phim lấy ý tưởng từ cuốn tự truyện của nhà biên kịch Svetlana Safranskaya.